# Syrdalsfjorden
Syrdalsfjorden er en lille fjord i Lindesnes kommune i Agder fylke i Norge. Den ligger vest for Unnerøy og syd for Lonestranda. Fjorden har to indløb, et mellem Unnerøy og Svinør, og et længere mod vest mellem Svinør og fastlandet ved landsbyen Åvik.
Fra indløbet ved Svinør fyr og nord til Lonebukta ved Londestrand er fjorden omkring tre kilometer lang. På den  anden side af Unnerøy ligger Sniksfjorden, mens indløbet til Remesfjorden ligger vest for Åvik. 
Fylkesvej 460 går langs nordsiden af fjorden.